# Medorippe
Medorippe là một chi cua thuộc họ Dorippidae.

## Các loài
- Medorippe crosnieri Chen, 1987
- Medorippe lanata (Linnaeus, 1767)